# Эрнандес Хименес, Диего
Дие́го Эрна́ндес Химе́нес (исп. Diego Hernández Jiménez; род. 13 августа 1999, Гвадалахара) — мексиканский футболист, полузащитник клуба «Канкун».

## Клубная карьера
Хименес — воспитанник клуба «Гвадалахара». 9 августа 2018 года в поединке Кубка Мексики против «Алебрихес де Оахака» Диего дебютировал за основной состав. 13 августа в матче против «Сантос Лагуна» он дебютировал в мексиканской Примере.

## Международная карьера
В 2018 году в составе молодёжной сборной Мексики Хименес принял участие в Молодёжном кубке КОНКАКАФ. На турнире он сыграл в матчах против молодёжных команд Панамы и США. В поединке против панамцев Диего забил гол.
В том же году Эрнандес принял участие в молодёжном чемпионате мира в Польше. На турнире но сыграл в матчах против команд Японии, Италии и Эквадора.

## Достижения
Международные
Мексика (до 20)
- Чемпионат КОНКАКАФ среди молодёжных команд — 2018